# Mothocya plagulophora
Mothocya plagulophora är en kräftdjursart som först beskrevs av Haller 1880.  Mothocya plagulophora ingår i släktet Mothocya och familjen Cymothoidae. Inga underarter finns listade i Catalogue of Life.